# Joshuah Ignathios Kizhakkeveettil
Joshuah Ignathios Kizhakkeveettil (ur. 24 maja 1950 w Kizhakketheruvu) – indyjski duchowny syromalankarski, od 2007 biskup Mavelikara.

## Życiorys
Święcenia kapłańskie otrzymał 2 kwietnia 1978 i został inkardynowany do archieparchii Trivandrum. Pracował jako duszpasterz parafialny oraz jako dyrektor kilku szkół syromalankarskich. Od 1996 protosyncel.
15 kwietnia 1998 został mianowany biskupem pomocniczym Trivandrum ze stolicą tytularną Nigizubi. Chirotonii biskupiej udzielił mu 29 czerwca 1998 ówczesny zwierzchnik Kościoła syromalankarskiego, abp Cyril Baselios Malancharuvil.
2 stycznia 2007 papież Benedykt XVI zatwierdził decyzję Synodu Kościoła Syromalankarskiego, przenoszącą bp. Kizhakkeveettila do nowo utworzonej eparchii Mavelikara.
W 2018 został wybrany wiceprzewodniczącym indyjskiej Konferencji Episkopatu.